# Suecia en los Juegos Olímpicos de Lake Placid 1932
Suecia estuvo representada en los Juegos Olímpicos de Lake Placid 1932 por un total de 12 deportistas que compitieron en 5 deportes.  
El portador de la bandera en la ceremonia de apertura fue el saltador en esquí Sven Eriksson.

## Medallistas
El equipo olímpico sueco obtuvo las siguientes medallas:
| Nombre           | Deporte            | Competición  |
| ---------------- | ------------------ | ------------ |
| Oro              |                    |              |
| Sven Utterström  | Esquí de fondo     | 18 km M      |
| Plata            |                    |              |
| Axel Wikström    | Esquí de fondo     | 18 km M      |
| Gillis Grafström | Patinaje artístico | Individual M |
| Bronce           |                    |              |
| —                |                    |              |